# Боб Скелтон (плавець)
Боб Скелтон (англ. Bob Skelton, 25 червня 1903 — 25 червня 1977) — американський плавець.
Олімпійський чемпіон 1924 року.